# Думешти (Јаши)
Думешти (рум. Dumeşti) насеље је у Румунији у округу Јаши у општини Думешти. Oпштина се налази на надморској висини од 120 m.

## Становништво
Према подацима из 2002. године у насељу је живело 4688 становника, од којих су сви румунске националности.

### Хронологија
| Година       | 1992 | 1993 | 1994 | 1995 | 1996 | 1997 | 1998 | 1999 | 2000 | 2001 | 2002 | 2003 | 2004 | 2005 | 2006 | 2007 | 2008 | 2009 | 2010 | 2011 | 2012 | 2013 | 2014 | 2015 | 2016 | 2017 |
| ------------ | ---- | ---- | ---- | ---- | ---- | ---- | ---- | ---- | ---- | ---- | ---- | ---- | ---- | ---- | ---- | ---- | ---- | ---- | ---- | ---- | ---- | ---- | ---- | ---- | ---- | ---- |
| Становништво | 5350 | 5293 | 5229 | 5221 | 5071 | 4998 | 4955 | 4931 | 4972 | 4957 | 4992 | 4944 | 4947 | 4915 | 4941 | 4960 | 4994 | 5018 | 5010 | 5047 | 5056 | 5054 | 5090 | 5087 | 5086 | 5060 |